# 카를 마리아 폰 베버
카를 마리아 프리드리히 에른스트 폰 베버(Carl Maria Friedrich Ernest von Weber, 1786년 11월 18일 ~ 1826년 6월 5일)는 독일의 작곡가이자 독일 국민 가극·낭만파 음악의 창시자이다. 그의 사촌누나이었던 콘스탄체가 볼프강 아마데우스 모차르트의 아내이기 때문에 베버는 모차르트의 친인척이자 외사촌남동생 조카가 된다.
어릴 때부터 재능이 뛰어나 미하엘 하이든, 게오르크 요제프 포글러 등 여러 사람에게 배운 뒤, 1813년 프라하 가극장의 지휘자로서 우수한 오페라를 상연하였다. 1816년 드레스덴의 가극장 지휘자, 궁정 예배당 지휘자로 활약하는 한편 스스로 작곡을 하였다. 그러나 그는 그의 웅장한 오페라와는 달리 태어날때부터 선천적으로 좌골의 이상으로 4세가 될때까지 잘 걷지도 못했으며, 20세때는 인쇄용 동판제작에 쓰려던 초산을 포도주인줄 알고 마셔 목소리를 망치기도 했다.
그는 고대 독일의 오페라를 기본으로 하여 독일어, 독일의 소재, 독일의 민요조 선율 등을 풍부하게 구사하였다. 그 고전적인 기교에 낭만적 경향을 조화시켜 극적이고 환상적인 효과를 보여 주었다. 1826년 런던에서 <오베론>을 상연하여 호평을 받았으나, 그곳에서 폐결핵으로 사망하였다.
대표작으로 가극 〈마탄의 사수〉(1821년 Op.77 또는 J 277), 가극 〈오이리안테〉(1823년 Op.81 또는 J 291), 피아노 독주곡 〈무도회에의 권유〉(1819년 Op.65 또는 J 260)등이 있다.